# Recif

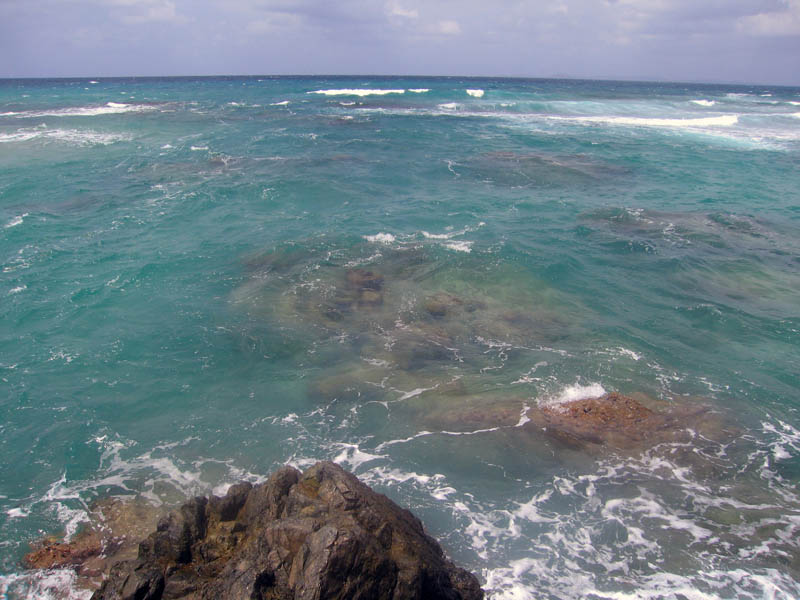
Recifuri naturale

Reciful este o aglomerare de stânci submarine sau bancuri de nisip situate sub suprafața apei (3m sau mai puțin) care ajung uneori la suprafața apei periclitând navigația. Poziția recifului este marcată pe hartă prin semne convenționale, iar în apă prin geamanduri și balize.
Recifurile pot fi naturale (recif de corali, stânci submarine, bancuri de nisip) sau artificiale create în mod intenționat.

## Recif de corali
Există o varietate de tipuri de recife biotice, inclusiv recife de stridie și recife de burete, dar cele mai masive și pe scară largă distribuite sunt recifurile tropicale de corali. Deși coralii sunt cei mai importanți contribuabili la materialul de bază și în vrac, care cuprinde un recif de corali; organismele cele mai responsabile pentru creșterea recifurilor împotriva atacului constant de la valurile oceanice sunt algele calcaroase, în special, deși nu în întregime, algele coraline. 

## Recif artificial

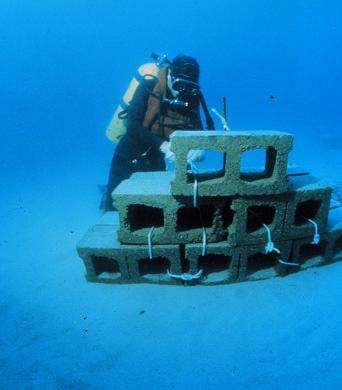
Recif artificial

Reciful artificial este format din obiectele scufundate intenționat de obicei în zonele cu un fund general fără caracteristici, cu scopul alcătuirii de noi habitaturi pentru viețuitoarele marine, protejarea biodiversității marine, realocarea de zone de pescuit, creând în același timp peisaje subacvatice noi pentru scafandrii și turismul subacvatic.
Recifele artificiale sunt construite din diverse obiecte care au fost folosite pentru alte scopuri cum ar fi scufundarea unor platforme marine dezafectate, navelor, avioanelor etc, sau prin instalarea de sculpturi formând adevărate galerii de artă subacvatică cum sunt cele de lângă insula Granada din Caraibe și Cancun, Mexic.